# Бородавкин, Иван Ефремович
Иван Ефремович Бородавкин (22 января 1908 года, деревня Хамины, Лиозненский район, Витебская область — 10 ноября 1994 года, Москва) — советский военный деятель, генерал-майор (1954 год).

## Биография
Иван Ефремович Бородавкин родился 22 января 1908 года в деревне Хамины Лиозненского района Витебской области.

### Военная служба

#### Довоенное время
В сентябре 1927 года был призван в ряды РККА и направлен на учёбу в Борисоглебско-Ленинградскую кавалерийскую школу, по окончании которой в 1930 году был назначен на должность командира взвода 4-го конно-артиллерийского дивизиона (4-я Ленинградская кавалерийская дивизия, Ленинградский военный округ), дислоцированного в Павловске. В июне 1931 года был назначен на должность командира отдельного зенитного взвода 19-го кавалерийского полка (4-я Ленинградская кавалерийская дивизия), дислоцированного в Петергофе. Вскоре 4-я Ленинградская кавалерийская дивизия была передислоцирована в Белорусский военный округ.
С апреля 1936 года Бородавкин служил в 29-й кавалерийской дивизии (Белорусский военный округ) на должностях командира пулемётного эскадрона и временно исполняющего должность начальника штаба 114-го кавалерийского полка. В декабре был назначен на должность помощника начальника штаба 2-го кавалерийского полка, с января 1938 года — на должность помощника начальника 1-го отделения штаба, в августе — на должность начальника 5-й части штаба 29-й кавалерийской дивизии, а в декабре 1938 года — на должность начальника 2-й части штаба 6-й казачьей дивизии (Белорусский военный округ).
В июле 1939 года был направлен на учёбу в Военную академию имени М. В. Фрунзе.

#### Великая Отечественная война
В июле 1941 года капитан Бородавкин был назначен на должность начальника штаба 36-го кавалерийского полка (47-я кавалерийская дивизия, Центральный фронт). В августе 1941 года полк попал в окружение. В декабре 1941 года Бородавкин вышел из окружения в полосе 22-й армии (Калининский фронт).
До февраля 1942 года состоял в распоряжении Военного совета 22-й армии и в марте был назначен на должность заместителя начальника штаба 362-й стрелковой дивизии, а в июне — на должность начальника штаба 155-й стрелковой дивизии, которая принимала участие в Ржевско-Вяземской, Сычевско-Вяземской, Белгородско-Харьковской, Киевской наступательной и оборонительной операциях.
В январе 1944 года полковник Бородавкин был назначен на должность начальника штаба 74-го стрелкового корпуса, который принимал участие в ходе Житомирско-Бердичевской, Проскуровско-Черновицкой, Львовско-Сандомирской, Берлинской и Пражской наступательных операций. С 28 июля по 18 сентября 1944 года временно командовал этим корпусом.

#### Послевоенная карьера
В июне 1945 года Бородавкин был назначен на должность начальника штаба 27-го гвардейского стрелкового корпуса в составе Центральной группы войск, а в январе 1946 года передислоцированного в Киевский военный округ.
В декабре 1947 года был направлен на учёбу в Высшую военную академию имени К. Е. Ворошилова, по окончании которой в январе 1950 года был назначен на должность 1-го заместителя начальника штаба — начальника оперативного отдела штаба 1-й Краснознаменной армии. С сентября 1952 года Бородавкин состоял в распоряжении 10-го управления Генштаба, после чего исполнял должность военного советника начальника оперативного управления Генштаба Румынской армии.
В апреле 1955 года был назначен на должность начальника штаба 7-й гвардейской армии, в январе 1957 года — на должность старшего преподавателя кафедры стратегии и оперативного искусства Высшей военной академии имени К. Е. Ворошилова. В феврале 1958 года кафедра стратегии и оперативного искусства была преобразована в кафедру оперативного искусства.
Генерал-майор Иван Ефремович Бородавкин в ноябре 1959 года вышел в запас. Умер 10 ноября 1994 года в Москве.

## Награды
- Орден Ленина (1952)
- Три ордена Красного Знамени (23.12.1943, 13.06.1945, 1947)
- Орден Кутузова 2 степени (1945)
- Орден Богдана Хмельницкого 2 степени (23.09.1944)
- Орден Александра Невского (27.04.1943)
- Орден Отечественной войны 1 степени (06.04.1985)
- Орден Красной Звезды (03.11.1944)
- Медали.